# びん沼川
びん沼川（びんぬまかわ）は、埼玉県さいたま市、川越市、及び富士見市を流れる荒川水系の一級河川。

## 概要
荒川、更に古くは入間川の流路であった（利根川東遷事業も参照）。明治43年の大水害を機に荒川の直線化工事が始まり、大正時代以降の1926年（大正15年）5月17日に旧河道となり、びん沼やびん沼川（漢字で瓶沼川とも）と呼ばれ現在に至っている。流路はさいたま市と川越市若しくは富士見市との市境を成している。1968年（昭和43年）から1986年（昭和61年）にかけて新河岸川放水路が建設され、びん沼下流部をびん沼調節池として調節池機能を持たせるように整備するため、民有地を買収し南畑排水機場やびん沼自然公園が建設された。全体の工事は2004年（平成16年）に完了し、調節池として機能するようになっている。
35 - 40 cm級のヘラブナが頻繁に顔を出す川で、さいたま市と富士見市の境界を成す区間はヘラブナ釣りのスポットとして人気があり、休日には1,000 - 1,500人もの釣り人が訪れる程で、「関東地方で一番人気の野釣り場」、「ヘラブナ釣りのファンなら殆どの人が知っている」とも言われている。特に人気、実績が高いのは水深のある船渡橋から下流域で、中でも一番人気は砂塚橋周辺で休日、平日を問わず釣り人が訪れる。

## 戦争遺構
旧日本軍の下請け工場であった浅野カーリット埼玉工場が治水橋付近（現在の川越東高校近辺）にあり、終戦後大量の四式陶製手榴弾が投棄された。70年以上経過した現在も陶製手榴弾の陶片（割れていないものは近年研究者などが持ち帰り、破片が多い）が川底に残ったままとなっている。

## 橋梁
上流から

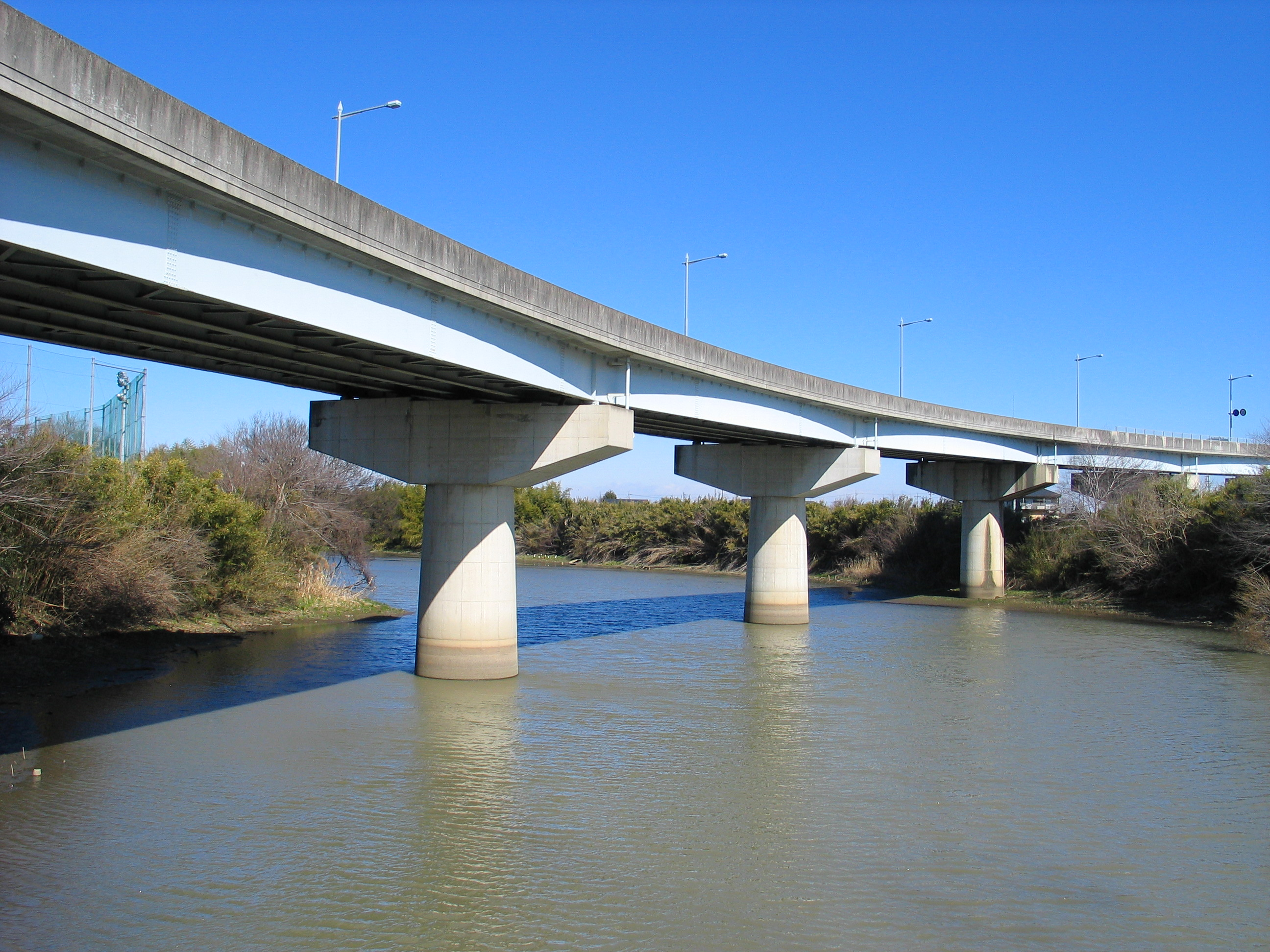
びん沼川とびん沼高架橋。

- びん沼高架橋（埼玉県道56号さいたまふじみ野所沢線）
- 萱沼橋
- 船渡橋（埼玉県道56号さいたまふじみ野所沢線） - ここより上流に船戸の渡し（昼間の渡しとも称する）と称する公で管理された渡船場（官渡）が付近にあった。
- 旧荒川水管橋
- 瓶沼橋
- 砂塚橋 - この橋を通る道路は、さいたま市内では「塚本本通り」と呼ばれている。

## 周辺
- 川越東高等学校
- さいたま市立馬宮西小学校
- 萱沼びん沼公園
- びん沼自然公園
- ふじみ野市びん沼サッカー場 - 富士見市とさいたま市に跨った位置に所在するが、管理はふじみ野市である[10][11]。